# Dario Zuffi
Dario Zuffi (* 7. Dezember 1964 in Winterthur) ist ein ehemaliger Schweizer Fussballspieler und heutiger Fussballtrainer.

## Karriere

### Spieler
Seine Karriere begann Zuffi als Junior des Winterthurer Quartiervereins FC Töss. Von dort wechselte er zum FC Winterthur, bei welchem er mit seinen 15 Toren in der Saison 1983/84 zusammen mit seinem Sturmpartner Urs Egli (12 Tore) einen wesentlichen Beitrag am Aufstieg in die Nationalliga A hatte. Für die Winterthurer reichte es jedoch 1984/85 nicht für den Klassenerhalt, und der Linksfüsser wechselte in die Hauptstadt Bern zum BSC Young Boys (YB).
Bei YB spielte Zuffi während sechs Jahren. Gleich in seiner ersten Saison nach dem Wechsel wurde er zusammen mit den Bernern Schweizer Meister, in der darauffolgenden Saison gewannen sie den Schweizer Cup. Seine persönliche Krönung als Stürmer erfolgte schliesslich in der Saison 1990/91, in welcher er mit 17 Toren aus 32 Spielen Torschützenkönig der Nationalliga A wurde. Gleichzeitig stand er ein weiteres Mal im Cupfinal.
Zu Beginn der Saison 1991/92 wechselte Zuffi ins Tessin zum FC Lugano. Mit den Bianconeri erreichte er in seiner ersten Saison den Cupfinal und gewann in der darauffolgenden Saison zum zweiten Mal in seiner Karriere den Schweizer Cup.
Nach dem Cupsieg mit Lugano wechselte er zum FC Basel in die Nationalliga B, mit welchem er auch zugleich in die Nationalliga A aufstieg. In der Nationalliga A kam es dann bei Basel zu Positionswechseln: Von 1995 bis 1997 wurde er als Linksverteidiger eingesetzt und in der Saison 1997/98 im zentralen und defensiven Mittelfeld.
Da man in Basel bis zum letzten Spiel seinen Vertrag nicht verlängern wollte, kehrte der Winterthurer in der darauffolgenden Saison in seine Heimatstadt zurück zu seinem ersten Profiverein FC Winterthur, der mittlerweile in die drittklassige 1. Liga abgestiegen war, und half dem Verein mit sieben Toren in elf Spielen zum sofortigen Wiederaufstieg in die Nationalliga B. Dort absolvierte er 1999/2000 auch die letzte Saison seiner Aktivkarriere, in der er nochmals auf allen möglichen Positionen (Stürmer, Mittelfeldspieler, Libero) eingesetzt wurde.
In seiner Aktivkarriere kam Zuffi auf fast 400 Nationalliga-A-Spiele und 88 Nationalliga-B-Spiele und schoss dabei insgesamt 161 Tore. Zudem lief er von 1986 bis 1997 19-mal im Dress der Schweizer Nationalmannschaft auf und schoss dabei 6 Tore.

### Trainer
Nach seiner Karriere wurde er Trainer beim FC Winterthur. Zuerst betreute er von 2000 bis 2002 die U12-Junioren, danach von 2002 bis 2004 die U16-Mannschaft. Ab 2003 wurde er Trainer der U21 des FC Winterthur, mit der er den Aufstieg in die damals drittklassige 1. Liga meisterte. Dies ist er, abgesehen von einem Unterbruch zwischen 2011 und 2014, auch heute wieder zusammen mit Umberto Romano.
Daneben kam er verschiedentlich auch als Betreuer der 1. Mannschaft zum Einsatz. Von 2008 bis 2014 wirkte er unter Trainer Mathias Walther als Assistenztrainer, für die letzten beiden Spiele der FCW-Saison 2015/16 war er zusammen mit Romano Interimstrainer der 1. Mannschaft, dieselbe Interimsfunktion erfüllt er auch seit Februar 2017 wieder. Zuffi hat jedoch kein höheres Trainerdiplom und will dies auch nicht, wodurch eine Tätigkeit beispielsweise als Cheftrainer bei der 1. Mannschaft wegfällt.
Vom Januar 2013 bis September 2014 war Zuffi auch Assistenztrainer der Schweizer U-21-Nationalmannschaft, gleichzeitig behielt er auch seinen Assistenzposten beim FC Winterthur.

## Erfolge als Fussballer
- 1× Torschützenkönig der NLA
- 1× Schweizer Meister
- 2× Cupsieger
- 19 Nationalmannschaft-Spiele (1986–97)
- 395 NLA-Spiele mit 122 Toren

## Privates
Alle drei seiner Söhne (Sandro, Luca und Nico Zuffi) durchliefen die Junioren beim FC Winterthur und kamen zu Einsätzen in der ersten Mannschaft.